# Micoquien
Het Micoquien is een vroeg-Midden-paleolithische archeologische industrie van stenen werktuigen, die bestond tijdens het Eemien en het begin van de Würm- of Weichsel-IJstijd (ca. 130.000 - 70.000 BP). Technologisch wordt het Micoquien gekenmerkt door het voorkomen van bepaalde asymmetrische vuistbijlvormen (vuistblijlmessen).
De industrie is genoemd naar de typevindplaats La Micoque in de Dordogne in Frankrijk.
De cultuur wordt toegeschreven aan de neanderthaler, en overlapt chronologisch grotendeels met het bekendere Moustérien.